# Troféu Internet
O Troféu Internet é um prêmio anual que destaca os melhores da televisão e música brasileira. A premiação acontece durante o Troféu Imprensa, realizado pelo SBT.

## História
Foi criado pelo apresentador Silvio Santos em 2001, e anunciado pelo mesmo durante a transmissão da 41ª edição de outro prêmio, o Troféu Imprensa, pelo SBT em 28 de março do mesmo ano. Ao contrário deste em que somente os estados de São Paulo e Rio de Janeiro participam da votação, o Troféu Internet é baseado pelo voto online, em que todas as pessoas do Brasil podem votar em cada categoria. 
Durante sua divulgação, Silvio Santos constatou que o Troféu Internet teria sua própria edição que seria transmitida anualmente também pela emissora SBT. Porém, ela acabou sendo divulgada durante as transmissões do prêmio Troféu Imprensa. Seus primeiros resultados também foram divulgados pelo apresentador, e foram considerados somente como teste, porém como o método foi aprovado pelo público, o prêmio acabou permanecendo até hoje. Nos primeiros anos, a votação era feita através do portal Sol e atualmente, está sendo feita através do próprio site do SBT e dos portais Terra e Yahoo!.

## Edições
| Ano  | Data                    |
| ---- | ----------------------- |
| 2001 | 1 de abril de 2001      |
| 2002 | 7 de abril de 2002      |
| 2003 | 15 de junho de 2003     |
| 2003 | 22 de junho de 2003     |
| 2005 | 1 de julho de 2005      |
| 2007 | 6 de maio de 2007       |
| 2008 | 9 de março de 2008      |
| 2009 | 28 de março de 2009     |
| 2010 | 28 de março de 2010     |
| 2011 | 5 de abril de 2011      |
| 2012 | 25 de março de 2012     |
| 2013 | 28 de abril de 2013     |
| 2014 | 27 de abril de 2014     |
| 2015 | 12 de abril de 2015     |
| 2016 | 22 de maio de 2016      |
| 2017 | 9 de abril de 2017      |
| 2018 | 4 de março de 2018      |
| 2019 | 28 de fevereiro de 2019 |
| 2022 | 15 de junho de 2022     |
| 2025 | 4 de maio de 2025       |

## Categorias

### Televisão
- Melhor Novela
- Melhor Atriz
- Melhor Ator
- Melhor Programa de Auditório
- Melhor Jornal de TV
- Melhor Programa Jornalístico
- Melhor Animadora ou Apresentadora de TV
- Melhor Animador ou Apresentador de TV
- Melhor Programa de Entrevista
- Melhor Programa Humorístico
- Melhor Programa Infantil
- Melhor Comercial de TV
- Melhor Programa Esportivo
- Melhor Programa de TV
- Melhor Reality Show
- Melhor Apresentador(a) de Telejornal de TV
- Melhor Locutor Esportivo
- Melhor Repórter de TV
- Revelação do Ano

### Música
- Melhor Dupla Sertaneja
- Melhor Conjunto Musical
- Melhor Música
- Melhor Cantora
- Melhor Cantor
- Revelação do Ano